# Jed Rubenfeld
Jed L. Rubenfeld (* 1959 in Washington, D.C.) ist ein US-amerikanischer Jurist, Schriftsteller und Juraprofessor an der Yale University.

## Leben
Jed Rubenfeld stammt aus einer jüdischen Familie. 1980 schloss er sein Studium mit „summa cum laude“ an der Princeton University ab und promovierte 1986 in Jura mit magna cum laude an der Harvard University. Zwischen 1980 und 1982 studierte er auch Theater und Schauspiel an der Juilliard School. Von 1986 bis 1987 volontierte er bei Bundesrichter Joseph Tyree Sneed am United States Court of Appeals for the Ninth Circuit. Anschließend wurde er Anwalt bei Wachtell, Lipton, Rosen & Katz und Assistenzanwalt bei der Staatsanwaltschaft im United States District Court for the Southern District of New York. Nach einer kurzen Gastdozentur an der Duke University wechselte Rubenfeld 1990 komplett zur Wissenschaft und lehrte fortan an der Yale University. Seit 1994 ist er Professor und hat den Lehrstuhl Robert R. Slaughter Professor of Law inne. Rubenfeld lehrt zum Verfassungsrecht, zum Ersten Verfassungszusatz, Privatsphäre und Strafrecht. Er ist mit der Autorin Amy Chua, die ebenfalls Professorin an der Yale University ist, verheiratet. Das Paar hat zwei gemeinsame Töchter und lebt in New Haven, Connecticut.

### Tätigkeit als Autor
Mit The Interpretation of Murder veröffentlichte Rubenfeld 2006 seinen ersten Roman. Unter dem Titel Morddeutung wurde der Krimi ein Jahr später in deutscher Sprache vom Heyne Verlag veröffentlicht.  Die Geschichte kreist um einen fiktiven Mordfall während eines Besuches Sigmund Freuds in New York City im Jahre 1909. In Großbritannien landete der Roman auf Rang eins der Bestsellerliste. Weltweit konnte er sich über eine Million Mal verkaufen. Sein zweiter Roman The Death Instinct, welcher unter dem Titel Todesinstinkt ebenfalls von Heyne verlegt wurde, erschien im Jahr 2010. Der Mysterythriller hat den Bombenanschlag auf die Wall Street 1920 als Kernelement der Geschichte.
Er war auch als Sachbuchautor tätig. In dem von Amy Chua und ihrem Ehemann Rubenfeld 2013 veröffentlichten Buch Alle Menschen sind gleich. Erfolgreiche nicht (englischer Originaltitel: The Triple Package) vertreten die Autoren die These, dass der Erfolg der ethnischen und religiösen Gruppen der Juden, Sino-Amerikaner, Perser, Inder, Libanesen, Kubaner, Nigerianer und Mormonen auf drei Faktoren zurückzuführen seien: einen kulturellen Überlegenheitskomplex, individuelle Versagensängste, und Impulskontrolle. Khuê Phạm schrieb in der Zeit, dass das Buch in der pädagogisierten westlichen Gesellschaft den wunden Punkt treffe, ob man seine Kinder richtig erziehe und die unangenehme Frage aufwerfe, ob autoritäre Gesellschaften etwas gutes hätten. In der taz wurde geurteilt, dass dieses Werk ein „ultrakonservatives Leistungscredo“ propagiere. Es rüttele an die Angst der amerikanischen Mittelschicht von erfolgreichen Einwanderern abgehängt zu werden. Immerhin seien bei Chua und Rubenfeld „anders als bei Thilo Sarrazin, nicht die Gene oder die Religion schuld daran, dass die Talente so ungleich verteilt“ seien. Die Autoren würden dabei Statistiken zitieren, die zu der These des Buchs passen, Verallgemeinerungen aneinanderreihen und ließen alle Fakten weg, die stören könnten. Susanne Billig diagnostizierte einen Tunnelblick des Autorenpaares, welcher alternative Erklärungen nicht berücksichtige.

### Öffentliche Kontroversen

#### Die Affäre Rubenfeld
Rubenfeld wurde 2020 nach Vorwürfen unangemessenen Verhaltens gegenüber Studentinnen für zwei Jahre von seinen Lehraufgaben an der Yale University entbunden, im folgenden Jahr wurde auch die Lehrtätigkeit seiner Ehefrau wegen angeblichem Fehlverhalten gegenüber Studierenden und Verstößen gegen die von der Universität während der COVID-19-Pandemie beschlossenen Auflagen eingeschränkt.
Die Leitung der Universität war auf Rubenfelds Verhalten, das sich angeblich über einen Zeitraum von über zehn Jahren erstreckt hatte, bereits 2018 hingewiesen worden, blieb aber bis 2020 untätig. Dies führte zu grundsätzlichen Diskussionen über den Umgang mit sexuellen Übergriffen im universitären Umfeld. Im Herbst 2020 veröffentlichte der Vorstand der Yale Law Women (YLW), die sich als Interessenvertretung von Frauen, Mitgliedern der LGBTQ+–Gemeinschaft und anderen, im Hochschulbetrieb als marginalisiert wahrgenommenen Gruppen versteht, einen Bericht über sexuelle Belästigung an der Yale University. Der Bericht enthält eine Auflistung der bereits seit 2008 gegen Rubenfeld erhobenen Vorwürfe und kommt nach einer Analyse der Untersuchung gegen Rubenfeld zu dem Ergebnis, dass die bisherigen Verfahrensweisen bei der Aufklärung sexueller Übergriffe an der Universität unzulänglich sind. Die Interessenvertretung der YLW betrachtet die zweijährige Suspendierung Rubenfelds als unzureichend und fordert seine vollständige Entlassung, da erneute Übergriffe nach der Wiederaufnahme seiner Tätigkeit nicht auszuschließen seien:

“There is no reason believe that anything about Jed Rubenfeld and his predatory tendencies will change in two years.  Instead, he will be returning to a campus where students will need to rely on whisper networks to remain safe. [...] Privileged students who feel less threatened by rumors of sexual misconduct will still be able to
benefit from Jed Rubenfeld’s recommendations, while women, LGBTQ+ individuals, and other marginalized groups will have to weigh concerns about physical safety against a desire to advance their careers.”

„Es gibt keinen Grund zu glauben, dass sich in zwei Jahren irgendetwas an Jed Rubenfeld und seinen übergriffigen Tendenzen ändern wird.  Stattdessen wird er auf einen Campus zurückkehren, auf dem sich die Studierenden auf Flüsternetzwerke verlassen müssen, um sicher zu sein.  [...] Privilegierte Studierende, die sich von Gerüchten über sexuelles Fehlverhalten weniger bedroht fühlen, werden weiterhin von Jed Rubenfelds Empfehlungen profitieren, während Frauen, Personen der LGBTQ+-Gemeinschaft und andere Randgruppen die Sorge um ihre körperliche Sicherheit gegen den Wunsch, ihre Karriere voranzutreiben, abwägen müssen.“

In der Folge der Affäre gab es auch im Lehrkörper Stimmen, die wie George L. Priest, Professor der Rechtswissenschaften ein Umdenken und den „Schutz der Opfer, nicht der Täter“
einforderten. Trotz der geäußerten Bedenken durfte Jed Rubenfeld, der die gegen ihn erhobenen Anschuldigungen immer als haltlos zurückgewiesen hat, seine Lehrtätigkeit an der Yale Law School im Herbst 2022 wieder aufnehmen.

#### Engagement für Verschwörungstheoretiker
Während der COVID-19-Pandemie äußerte sich Rubenfeld kritisch zur Impfstrategie der US-Regierung unter Joe Biden und verteidigte in der Zeit seiner Suspendierung Organisationen, wie Children’s Health Defense des Verschwörungstheoretikers Robert Francis Kennedy junior gegen Vorwürfe der Verbreitung von Falschinformationen im Zusammenhang mit COVID-19.

## Werke
Sachbuch
- Freedom and Time: A Theory of Constitutional Self-Government (2001)
- Revolution by Judiciary: The Structure of American Constitutional Law (2005)
- mit Amy Chua: The Triple Package. How Three Unlikely Traits Explain the Rise and Fall of Cultural Groups in America. Penguin, 2014, ISBN 978-1-59420-546-0 (englisch).
  - mit Amy Chua: Alle Menschen sind gleich – erfolgreiche nicht: Die verblüffenden kulturellen Ursachen von Erfolg. Campus Verlag, Frankfurt am Main 2014, ISBN 978-3-593-50117-8.

Roman
- 2006: The Interpretation of Murder
  - Morddeutung, Heyne Verlag (2007), 527 Seiten, ISBN 978-3-453-26544-8
- 2010: The Death Instinct
  - Todesinstinkt, Heyne Verlag (2011), 624 Seiten, ISBN 978-3-453-26703-9